# (4420) Alandreev
(4420) Alandreev es un asteroide perteneciente al cinturón de asteroides descubierto el 15 de agosto de 1936 por Grigori Nikoláievich Neúimin desde el observatorio de Simeiz en Crimea.
Está nombrado en honor de Aleksandr Feodórovich Andreev, físico ruso.